# Haemonchus contortus
Haemonchus contortus é uma espécie de nemátodo parasita de ruminantes. Parasitas adultos medem de 20 a 30 mm, e se prendem à mucosa abomasal e se alimentam de sangue. Este parasita é responsável por anemia, edemas, e mortes de ovelhas e cabras infectadas, ocorrendo com maior frequência nas regiões mais quentes e húmidas do planeta.

## Ciclo de vida
Não há um hospedeiro intermediário para esta espécie: seu único hospedeiro são os animais ruminantes que ingerem as larvas. Os adultos, tanto machos quanto fêmeas, vivem no abomaso desses animais. As fêmeas podem produzir entre 5.000 e 10.000 ovos por dia, os quais são eliminados pelo hospedeiro através das fezes. Os ovos eclodem nas fezes de quatro a seis dias após serem eliminados, em temperatura ambiente entre 24 e 30 °C.
Após a eclosão dos ovos, a larva rabditiforme passa por muda de sua cutícula de quitina. Nos dois primeiros instares, denominados L1 e L2, a larva alimenta-se de bactérias. Quando atinge o estágio L3, a larva filariforme reveste-se com a cutícula do segundo instar como uma bainha protetora, não se alimenta pois está completamente envolvida por esta bainha e esta é a forma infectante. A larva infectante é bastante móvel e migra para a pastagem. Os ruminantes ingerem a larva infectante (L3) no pasto. 
A bainha protetora é desfeita quando a larva atinge o rúmen, o primeiro dos 3 pré estômagos (rúmen, retículo e omaso) dos ruminantes. A larva passa para o abomaso (estômago) e penetra na mucosa onde atinge o quarto estágio (L4) após 48 horas. A larva de 4 estagio (L4) retorna ao lume do abomaso e muda para L5, em seguida atinge o estágio adulto, diferenciando em macho e fêmea. A partir da L4 este nematódeo alimenta-se de sangue trazendo potencial risco de anemia ao hospedeiro.